# Sagrado Coração da Terra
Sagrado Coração da Terra é uma banda brasileira de rock progressivo que explora temática espiritualista.

## História
A banda mineira, sempre liderada pelo fundador, o compositor e violinista Marcus Viana, foi criada em 1979, logo após sua saída da então extinta Saecula Saeculorum. Lançou seu primeiro disco em 1984, que teve ótima repercussão no exterior (particularmente no Japão, onde eram lançados primeiro em CD). Apesar disto, no Brasil, só se tornou efetivamente conhecida do grande público após a inclusão da canção "Flecha", de seu segundo disco (homônimo), na trilha sonora da telenovela Que Rei Sou Eu?, da Rede Globo, com direito a exibição de seu respectivo clipe no programa dominical Fantástico.
Além de explorar a música instrumental, inclusive com a utilização de violino, e letras que faziam refência a paz e o culto à natureza, a capa de seus álbuns eram visualmente bem elaborados.
Ao compor a canção "Tango" para a novela Kananga do Japão, da Rede Manchete, Marcus conheceu Jayme Monjardim, que posteriormente convidou-o a compor a trilha da próxima grande produção da emissora: Pantanal, que fora o fio condutor de "Farol da Liberdade", terceiro CD da banda, que continha duas canções da novela, além da a própria Suíte Sinfônica, esta última assinada apenas por Marcus mas ambas lançadas com o mesmo argumento (previamente citado), na mesma época. O tipo de música utilizado na trilha foi tão marcante e inovador quanto a própria sensação causada pela telenovela, com fartura de imagens da natureza e temática distinta da que era normalmente adotada pelas produções da Rede Globo. A partir de então, Marcus depositaria suas principais atenções não apenas sobre o Sagrado, mas também sobre sua carreira solo. 
Depois do lançamento de Grande Espírito em 1993, o grupo entrou em um longo hiato que só teria fim em 2000, com o lançamento de um disco composto de inéditas e alguns rearranjos de trabalhos de Viana e até da canção "Terra" de Caetano Veloso, intitulado "À Leste do Sol, Oeste da Lua". Dele, participam antigos membros e convidados como André Matos, na época, recém saído do Angra. Em 2001, é lançado "Sacred Heart of Earth", um CD voltado para o mercado exterior, com canções importantes na carreira do Sagrado repaginadas e com letras em inglês. Em 2002, saíram duas coletâneas que também traziam algumas novas edições e arranjos: "Coletânea I - Canções" e "Coletânea II - Instrumental".

## Formação
- Marcus Viana - voz, teclado, piano, rabeca, violino acústico e elétrico
- Augusto Rennó - violão e guitarra
- Danilo Abreu - teclado
- Sérgio Pererê - voz
- Adriano Campagnani - baixo
- Neném - bateria e percussão
- Malu Aires - voz
- Alexandre Lopes - violão e guitarra
- Fernando Campos- guitarra
- Gilberto Diniz - baixo
- Giácomo Lombardi - sintetizador
- Inês Brando - piano
- Sebastião Viana - flauta
- Andersen Viana - flauta
- Lincoln Cheib - bateria
- Paulinho Santos - percussão
- Vanessa Falabella - voz
- Ivan Corrêa - baixo

## Discografia
- Sagrado (1984)
- Flecha (1987)
- Farol da Liberdade (1991)
- Grande Espírito (1993)
- A Leste do Sol, Oeste da Lua (2000)
- Sacred Heart of Earth (2001) (coletânea)
- Canções (2002) (coletânea)
- Instrumental (2002) (coletânea)
- Cosmos X Caos - A História parte 1(2009)  (DVD)
- Flores do Eden - (DVD)

## Páginas externas
- «Sítio oficial»
- «Sagrado Coração da Terra no Dicionário Cravo Albin da Música Popular Brasileira»